# Gemeinnützige GmbH
Die gemeinnützige GmbH (gGmbH) ist im deutschen Steuerrecht eine Gesellschaft mit beschränkter Haftung, deren Erträge für gemeinnützige Zwecke verwendet werden. Daher ist eine gemeinnützige GmbH als Kapitalgesellschaft nach § 55 Abs. 1 Nr. 1 Satz 2 AO (Abgabenordnung) in Verbindung mit § 5 Abs. 1 Nr. 9 KStG von der Körperschaftsteuer und in Verbindung mit § 3 Nr. 6 GewStG von der Gewerbesteuer befreit. Die Wahl der Rechtsform GmbH erfolgt häufig bei gemeinnützigen Unternehmen, die sich wirtschaftlich betätigen möchten (zum Beispiel Kindergärten, Sozialstationen und Krankenhäuser), was manchmal in der Rechtsform des eingetragenen Vereins schwierig werden kann. Darüber hinaus ermöglicht die GmbH als Kapitalgesellschaft eine höhere Flexibilität als der mitgliederbasierte Verein.
Die gGmbH wird von bestimmten Steuern ganz oder teilweise befreit, sofern ihre Satzung und tatsächliche Geschäftsführung den Anforderungen des Gemeinnützigkeitsrechts entsprechen. Die Gewinne einer gGmbH müssen für den gemeinnützigen Zweck (oder die gemeinnützigen Zwecke) verwendet werden und dürfen grundsätzlich nicht an die Gesellschafter ausgeschüttet werden. Eine Gewinnausschüttung ist ausnahmsweise nur dann zulässig, wenn die Gesellschafter ihrerseits gemeinnützig sind. Die Inanspruchnahme der Steuervergünstigungen richtet sich nach den §§ 51 ff. AO, die Anerkennung der Gemeinnützigkeit erfolgt durch das zuständige Finanzamt.
Die gGmbH unterliegt daneben den Vorschriften des GmbH-Gesetzes sowie den Vorschriften des Handelsgesetzbuchs (HGB). Auf die gemeinnützige Betätigung wird durch die Verwendung des kleinen Buchstabens „g“ vor der Bezeichnung GmbH hingewiesen; vielfach wird auch die Langform „gemeinnützige GmbH“ verwendet. Damit soll die gGmbH von mit Gewinnerzielungsabsicht agierenden gewerblich tätigen GmbHs unterschieden werden. Die Verwendung der Bezeichnung gGmbH ist seit dem 29. März 2013 zulässig. Durch Art. 7 des Gesetzes zur Stärkung des Ehrenamtes vom 21. März 2013 (BGBl I 556) wurde ein entsprechender § 4 S. 2 in das GmbHG aufgenommen. Die Satzung der gGmbH kann so gestaltet werden, dass eine Änderung des Zwecks nur unter besonderen Bedingungen möglich ist. Auf diese Weise kann die gGmbH funktional einer Stiftung angenähert werden. Das Stiftungsrecht findet jedoch auf eine Stiftungs-gGmbH keine Anwendung. Sie untersteht auch nicht der staatlichen Stiftungsaufsicht. Es kommt jedoch häufig vor, dass gemeinnützige Stiftungen Gesellschafter von gemeinnützigen GmbHs sind. Die Stiftung und die GmbH sind jedoch auch hierbei separate juristische Personen.

## Struktur
Im Gesellschaftsvertrag (Satzung) der gGmbH werden die gesellschaftsrechtlichen Strukturelemente der GmbH mit den Anforderungen des Gemeinnützigkeitsrechts verbunden. Neben den Anforderungen des GmbH-Gesetzes muss die Satzung die Anforderungen des Gemeinnützigkeitsrechts nach § 52 AO erfüllen, damit die Gemeinnützigkeit anerkannt wird.
- Die Gesellschaft muss einen gemeinnützigen, mildtätigen oder kirchlichen Gesellschaftszweck haben (oder mehrere solche Zwecke).
- Der Unternehmensgegenstand muss aus Aktivitäten zur Erfüllung dieses steuerbegünstigten Zwecks bestehen.
- Der Zweck muss selbstlos, ausschließlich und unmittelbar verfolgt werden.
- Aus der Satzung muss sich ergeben, dass das Vermögen der Gesellschaft – mit Ausnahme der Stammeinlagen – bei Auflösung der Gesellschaft oder Wegfall der steuerbegünstigten Zwecke nicht an die Gesellschafter ausgeschüttet wird, sondern an eine andere steuerbegünstigte Körperschaft (Vermögensbindung). Eine Ausschüttung an die eigenen Gesellschafter ist nur dann zulässig, wenn diese selbst gemeinnützig sind.

Der Gesetzgeber fügte in der Anlage zu § 60 AO eine Mustersatzung für gemeinnützige Körperschaften ein. Obgleich die Finanzverwaltung teilweise eine wort-wörtliche Übernahme der Mustersatzung verlangt, geht man in der Praxis überwiegend davon aus, dass eine solche Formstrenge nicht verlangt werden kann.
Auch die Unternehmergesellschaft (haftungsbeschränkt), die seit 2008 als Mini-GmbH und deutscher Gegenspieler zur englischen Limited bekannt wurde, ist in einer gemeinnützigen Variante möglich. Die gemeinnützige Unternehmergesellschaft ist keine gesonderte Rechtsform, sondern eine besondere Ausprägung der gGmbH und das GmbH-Gesetz ist auf sie anwendbar. Nach einem Urteil des BGH können gemeinnützige Unternehmergesellschaften nunmehr auch den Rechtsformzusatz "gUG (haftungsbeschränkt)" führen.

## Steuerliche Handhabung
Die Vorteile der gGmbH liegen insbesondere in der Befreiung von Körperschaftsteuer und Gewerbesteuer sowie in der Berechtigung, Zuwendungsbestätigungen für Spenden auszustellen. Diese Bestätigungen berechtigen den Spender zum Sonderausgabenabzug. Bei Leistungen im ideellen Bereich entfällt die Umsatzsteuer, für Leistungen in Zweckbetrieben gilt häufig der reduzierte Umsatzsteuersatz von zurzeit 7 %, sofern die Leistungen nicht bereits nach § 4 UstG oder Art. 132 ff. Mehrwertsteuer-Systemrichtlinie vollständig von der Umsatzsteuer befreit sind.
Die gGmbH verbindet Vorteile der typischen GmbH mit den Steuervorteilen, die das Gemeinnützigkeitsrecht bietet. Sie ist ein Rechtsgebilde zwischen dem gemeinnützigen und dem gewinnorientierten Sektor. So wird beispielsweise das Ehrenamt bei der gGmbH regelmäßig durch hauptamtliche Geschäftsführer ersetzt.

## Österreich
In Österreich ist eine Reform der Gemeinnützigkeit, das Gemeinnützigkeitsreformgesetz inkl. Ausweitung der Spendenabsetzbarkeit geplant. Laut Gesetzesentwurf sollen strafbare Handlungen ein Hindernis für zukünftige Spendenbegünstigung sein. Die Existenz von Vereinen wäre der Willkür von Finanzämtern ausgeliefert (Irmgard Griss). Der Unterschied zwischen Verein und GmbH liege gerade in den Steuerbegünstigungen, „da die GmbH‚ ausschließlich und unmittelbar gemeinnützige, mildtätige oder kirchliche Zwecke‘ verfolgt.“

## Andere Länder
Gemeinnützige Handelsgesellschaften gibt es auch im angelsächsischen Raum, so ist etwa im Vereinigten Königreich die community interest company eine Rechtsform für britische Kapitalgesellschaften, deren Gegenstand ein gemeinnütziges Interesse verfolgt.